# Кортни, Роджер
Роджер Джеймс Аллен Кортни MC (англ. Roger James Allen Courtney; 1902 — 1949) — капитан Британской армии, первый командир Особой лодочной службы, образованной в годы Второй мировой войны,

## Биография
Кортни работал ранее банковским служащим в Лидсе, позже переехал в Восточную Африку, где занимался добычей золота и трофейной охотой. Служил в полиции Британской Палестины, имел звание сержанта. После начала войны перебрался в Англию, предложив британским военным создать подразделение, состоящее из «коммандос на байдарках» (англ. commando kayaker). Получив отказ, в ноябре 1939 года вступил в Стрелковый корпус Его Величества, дослужился до звания капрала.
В середине 1940 года Кортни, известный по прозвищу «Джамбо», вступил в ряды британских коммандос и был направлен в учебный центр в Шотландии. Попутно он продолжал переговоры с адмиралом флота Роджером Кизом и адмиралом Теодором Холлетом, командиром учебного центра. Не убедив их, Кортни решил публично доказать эффективность: выбрав день и момент, он подплыл к учебному судну HMS Glengyle в устье реки Клайд, взобрался на борт незамеченным, оставил свои инициалы на двери рубки и забрал себе орудийный чехол. Мокрый чехол он показал группе высокопоставленных флотских офицеров в отеле города Инверари.
После своего рейда Кортни получил звание капитана и возглавил группу из 12 человек, ставшую известной под названием «Особое лодочное отделение» (ныне Особая лодочная служба), 2-м отделением службы командовал позднее брат Роджера Кортни, Графф. Подразделения выполнили ряд диверсий в Средиземном и Эгейском морям, что укрепило убеждения Кортни в эффективности использования небольших отрядов для атак с моря. Однако в 1943 году в связи со многочисленными потерями был образован новый Особый лодочный эскадрон под командованием Джорджа Джеллико. Кортни был смещён со своей должности и отправлен в британскую колониальную администрацию, в которой и провёл остаток жизни.